# NGC 3157
NGC 3157 est une galaxie spirale barrée située dans la constellation de la Machine pneumatique. NGC 3157 a été découverte par l'astronome britannique John Herschel en 1835. Cette galaxie a aussi été observée par l'astronome américain DeLisle Stewart le 1er mai 1900 et elle a été inscrite à l'Index Catalogue sous la cote IC 2555.

## Caractéristiques
Sa vitesse par rapport au fond diffus cosmologique est de 3 162 ± 23 km/s, ce qui correspond à une distance de Hubble de 46,6 ± 3,3 Mpc (∼152 millions d'al).
La classe de luminosité de NGC 3157 est III et elle présente une large raie HI. Elle renferme également des régions d'hydrogène ionisé.
À ce jour, 16 mesures non basées sur le décalage vers le rouge (redshift) donnent une distance de 32,113 ± 4,352 Mpc (∼105 millions d'al), ce qui est à l'extérieur des valeurs de la distance de Hubble. Notons que c'est avec la valeur moyenne des mesures indépendantes, lorsqu'elles existent, que la base de données NASA/IPAC calcule le diamètre d'une galaxie et qu'en conséquence le diamètre de NGC 3157 pourrait être d'environ 43,1 kpc (∼141 000 al) si on utilisait la distance de Hubble pour le calculer.